# جوارديستالو
غوارديستالو (بالإيطالية: *Guardistallo*) هي بلدية تقع في مقاطعة بيزا ضمن منطقة توسكانا في إيطاليا، تبعد حوالي 70 كيلومترًا جنوب غرب فلورنسا و50 كيلومترًا جنوب شرق بيزا.

## التاريخ
في صيف عام 1944، كانت مسرحًا لما يُعرف بـمجزرة جوارديستالو التي نفذتها القوات الألمانية المحتلة. ففي 29 يونيو من ذلك العام، قُتل 61 شخصًا ودُفنوا في مقبرة جماعية. كما أصيب شخص إضافي في نفس الحادثة وتوفي لاحقًا.
تشير الأبحاث الأثرية إلى أن منطقة غوارديستالو كانت مأهولة منذ العصر النحاسي (الإينوليتي).

## وصلات خارجية
- الموقع الرسمي